# Qarnawu
Qarnawu (altsüdarabisch qrnw, rekonstruiert Qarnāwu, altgriechisch Κάρνα Kárna) ist eine antike Stadt im heutigen Dschauf im nördlichen Jemen, nahe dem heutigen Ort Ma'in (arabisch معين, DMG Maʿīn).
Qarnawu wurde vermutlich ungefähr gleichzeitig mit der Entstehung des minäischen Reiches um 500 v. Chr. gegründet; nach dem Ende der sabäischen Herrschaft über Ma'in um 400 v. Chr. wurde Qarnawu zeitweise Hauptstadt Ma'ins. Qarnawu war auf einer ca. 10 m hohen Aufschüttung angelegt und besaß einen rechteckigen Grundriss mit einer Seitenlänge von etwa 350 × 240 Meter; es wurde von einer schnurgeraden Hauptstraße, die vom West- zum Osttor führte, durchzogen. Der Innenraum war planmäßig angelegt. Mit dem Ende des minäischen Reiches im 1. Jahrhundert v. Chr. verlor Qarnawu seine Bedeutung, es wurde vermutlich bald darauf aufgegeben.
siehe hierzu den Artikelabschnitt: Architekturgeschichte Südarabien